# Joseph Retinger
Joseph Hieronim Retinger (født 17. april 1888, død 12. juni 1960), som oprindeligt hed Józef Hieronim Retinger, var en jødisk politisk rådgiver fra Polen. Han blev født i Kraków, som dengang lå i Østrig-Ungarn.

## Arbejde
Retinger var efter anden verdenskrig involveret i gennemførelsen af Marshallplanen og rejste til USA i 1948 for at deltage i arbejdet. Han havde i forvejen oprettet European League for Economic Cooperation.
Retinger var en nøglefigur i de fleste af de store kongresser, sammenslutninger og institutioner, som arbejdede på fremme af Europæisk Union. Det hævdes desuden, at Europæisk Økonomisk Samarbejdsråd (hvor Det europæiske Fællesmarked opstod), Den europæiske Bevægelse og Europæisk Kulturcentrum aldrig var blevet til noget uden Retinger.[kilde mangler]
Ifølge Alden Hatch var Retinger klar over, at et Forenet Europa aldrig ville blive til noget uden USA's godkendelse og støtte, men han var samtidig (i 1952) bekymret for en stigende antiamerikanisme i Europa.[kilde mangler] En af grundene var modvilje mod den måde, hvorpå senator Joseph McCarthy jagtede alle med en venstreorienteret mening i almindelighed og kommunister i særdeleshed. 
Derfor udklækkede Retinger "en glimrende plan", som han forelagde for prins Bernhard. Først ville han have de europæiske ledere til åbent at fremkomme med deres kritik af amerikanerne, og komme med forslag til, hvad der kunne gøres for at rette deres fejl. Dernæst skulle lederne af den amerikanske opinion konfronteres med den åbenhjertige kritik, så de kunne få en fair chance for at forsvare sig.
”Dette skulle ske på et for pressens folk hermetisk lukket privat møde for folk i top-positioner fra begge kontinenter.”*[kilde mangler]
Efter en del forberedende samtaler med erhvervsfolk og politikere kunne den første konference endelig finde sted i maj 1954 på Hotel de Bilderberg, hvor deltagerne mødtes som privatmænd. Hatch citerer konferencen George McGhee fra USA's udenrigsministerium for en udtalelse om, at de værste misforståelser (de virkelige fæle) mellem europæere og amerikanere forsvandt med den første Bilderberg-konference. "Siden har der aldrig været så stor en kløft mellem os og Europa."[kilde mangler]